# Split (Fernsehserie)
Split (hebräisch חֲצוּיָה Chatsūyah) ist eine Vampir-Fernsehserie aus Israel. Die erste Folge feierte am 28. Mai 2009 auf dem israelischen Fernsehsender HOT VD Young ihre Premiere. 2012 endete die Fernsehserie nach 3 Staffeln und 135 Episoden.

## Übersicht
Das Konzept der Serie entwickelten Ilan Rosenfeld und Shira Allon. Shai Kapon führte die Regie. Amit Farkash spielte die 15 Jahre alte Ella Rosen, die herausfindet, dass sie ein Split (halb Mensch, halb Vampir) ist. Yon Tumarkin unterstützt sie als der 600 Jahre alte Vampir Leo. Die erste Staffel wurde in 30 Tagen verfilmt. Die Dreharbeiten starteten Mitte Februar und endeten Anfang April 2009. Split wurde durch die Fernsehserien Buffy – Im Bann der Dämonen und True Blood sowie Stephenie Meyers Twilight Filmreihe inspiriert.

## Handlung
Die Serie handelt von der 15-jährigen Ella Rosen. Diese besucht gemeinsam mit ihren Freunden die Green High School. Ella ist Halbvampirin, weiß aber selber nichts von ihrem Schicksal. Daher wird der 600 Jahre alte Vampir Leo beauftragt, sie langsam auf die übernatürliche Welt vorzubereiten. Er meldet sich als Schüler an der Green High School an.

### Staffel 1
Ella Rosen startet ein neues Highschool Leben mit ihrem besten Freund, Omer Teneh. Gleichzeitig wird der Vampir Leo beauftragt Ella zu suchen, denn sie ist eine Halbvampirin. Er soll diese auf das Leben als Halbvampir vorbereiten und sie schützen.
Derweil haben Ella und ihre Mitschüler mit dem Direktor der Schule zu kämpfen. Er ist ein kalter, herzloser Mann und bereitet den Schülern immer wieder Schwierigkeiten. Außerdem ist er im Geheimen der Chef der Organisation „Der Orden des Blutes“. Diese Organisation wurde vor 1.000 Jahren gegründet und soll die Welt von den Vampiren befreien.
Die Vampire suchen unterdessen nach einem neuen Vampirpropheten, der die Vampire leitet. Dieser muss ein Split (Halbvampir) sein. Der jetzige Vampirprophet glaubt, dass Ella die richtige für den Job ist. Sein Bruder Phaton möchte jedoch selber deren Position einnehmen. Er setzt alles daran, um zu verhindern, dass Ella die neue Prophetin wird. So befreit er schließlich die bösartige und gefährliche Vampirin Carmel aus ihrer Verbannung. Diese ist Leos Exfreundin und hat mit ihm einige böse Taten vollbracht. Damit Phaton sie vollständig befreit, soll sie Leo von der Bewachung Ellas ablenken. Phaton möchte währenddessen Ella töten. Dieses gelingt ihm jedoch nicht, und Ella wird zur neuen Prophetin.
Da sowohl Leo als auch Omer Ella lieben, muss sie sich zwischen den beiden entscheiden. Sie entscheidet sich für Omer.

### Staffel 2
Nachdem Ella zum neuen Vampirpropheten ernannt worden ist, beschließt sie trotzdem ihr Leben als normaler Teenager weiter zu führen und auf der High School zu bleiben. Derweil muss Leo damit zurechtkommen, dass er von Ella zurückgewiesen wurde. Er versucht dennoch, Ella davon zu überzeugen, dass sie seine wahre Liebe ist.
Die Dämonenkönigin Lilith wurde vor 1.000 Jahren von dem ehemaligen Vampirpropheten Ardak besiegt und in einen Schlaf versetzt. 1.000 Jahre später wird einer ihrer Söhne, Adam, durch ein Erdbeben aufgeweckt. Er gibt sich als Schüler aus und besucht die High School.
Dort trifft er auf Dima, den ehemaligen Diener von Lilith. Dieser erklärt Adam, dass Ella als Split die Kräfte habe, um Lilith aufzuwecken. Da Adam ohne Lilith bald sterben müsse, solle er Ella davon überzeugen, Lilith aufzuwecken.
Adam freundet sich mit Ella an. Jedoch Adam hat seine Dämonenkräfte nicht ganz im Griff, sobald er auf Vampire trifft, saugt er diesen die Seele aus und verwandelt diese in einen Stein. Dima erklärt Adam, dass Lilith diesen Stein nutzen kann, um Mischlinge zwischen Vampiren und Dämonen erzeugen. Nach dem Tod einiger Vampire wird Ella jedoch skeptisch. Sie verdächtigt Adam, etwas damit zu tun zu haben.
Aber nicht nur Adam tötet als Dämon Vampire, sondern auch Andre Fooks, der Vater des Schülers Shahar ist an der Vernichtung der Vampire interessiert. Er ist Vampirjäger und nach eigenen Aussagen liebt er es Vampire zu quälen und zu töten. Als Leo von Andre Fooks während einer Schulveranstaltung gefangen genommen wird, rettet Adam Leo. Er hat gehört, wie wichtig dieser für Ella ist.
Schließlich gesteht Adam Ella auch, dass er ein Dämon ist. Ella verspricht, ihn zu beschützen. Als sich die Vampire aufmachen, um Adam zu töten, weckt Ella schließlich Lilith auf. Diese soll Adam retten.
Allerdings hat Lilith auch andere Pläne. Sie setzt alles daran, möglichst viele Vampirseelen zu fangen und mit deren Hilfe dämonische Nachkommen zu erzeugen. Es läuft schließlich alles auf einen Kampf zwischen Ella und Lilith hinaus. Ellas Mitschüler wappnen sich derweil für einen Kampf gegen Liliths Nachkommen. Sie vernichten diese.
Allerdings ist Ella dem Kampf gegen Lilith nicht gewachsen. Gerade als Lilith sie töten will, wirft sich Adam zwischen die beiden. Er saugt Liliths Seele aus, Lilith stirbt, genau wie Adam. Lilith ist besiegt und das Leben auf der High School geht normal weiter. Ella und Leo haben zueinander gefunden und sind ein Liebespaar. Jedoch scheint eine von Liliths Töchtern überlebt zu haben.

### Staffel 3: Split – Die wahre Geschichte
Die dritte Staffel, zeigt die Geschichte der Schauspieler, die die Vampirserie "Split" drehen. Jedoch fließen auch hier übernatürliche Elemente mit ein. So wird eine Darstellerin von einem Geist heimgesucht. Der Körper von einem anderen Darsteller wird von einem übernatürlichen Wesen in Besitz genommen.

## Mythologie

### Split
Die Split- (bzw. Halbblüter) sind Kinder von einem Menschen und einem Vampir. Diese haben einige außergewöhnliche Fähigkeiten. Unter ihnen gibt es einen Propheten, der die Vampire leitet und zwischen Menschen und Vampiren vermittelt.

### Dämonen
Dämonen sind nicht menschlich und besitzen besondere Fähigkeiten. Sie können Körper besetzen und Seelen von Menschen sowie übernatürlichen Wesen einfangen. Dämonen hassen Vampire.

### Vampire
Es gibt zwei verschiedene Arten von Vampiren: Diejenigen, die als Vampir geboren werden, und diejenigen, die zum Vampir werden, weil sie von einem anderen Vampir gebissen werden. Vampire müssen Blut oder den Blutersatz "Doll-Bar" trinken, um überleben zu können. Sie können sich im Sonnenlicht aufhalten. Die Existenz von Vampiren ist nur wenigen Menschen bekannt. Vampire können Erinnerungen löschen. Sie nutzen diese Fähigkeit meist dazu, um ihre Existenz geheim zu halten. Löschen sie zu viele Erinnerungen, kann es sein, dass die betroffene Person ihr Gedächtnis komplett verliert. Allerdings ist es möglich, Erinnerungen wiederzuerlangen, nachdem dieser einmal gelöscht wurden. Vampire können sich unglaublich schnell bewegen. Sie können die Gedanken von Menschen und anderen Vampiren hören. Tragen diese jedoch eine Mütze oder einen Hut, sind sie immun gegen das Gedankenlesen. Außerdem haben Vampire eine übernatürliche Stärke, sie sind unsterblich. Wenn ein Vampir mit einem Silberdolch durchs Herz gestochen wird, stirbt er auf der Stelle. Wirft man einem Vampir Knoblauch ins Gesicht, verdunstet dieser. Meersalz verbrennt die Haut eines Vampirs. Wenn Vampire in einen speziellen Spiegel sehen, wird deren Seele darin eingefangen. Wird der Spiegel dann zerstört, stirbt der Vampir. Wasser schwächt Vampire leicht. Blutlinien sind eine bestimmt Lilienart. Jedes Mal, wenn ein Vampir an einer Blutlilie vorbeigeht verwelkt diese. Menschen nutzen Blutlilien, um Vampire zu erkennen.

## Besetzung

### Hauptbesetzung

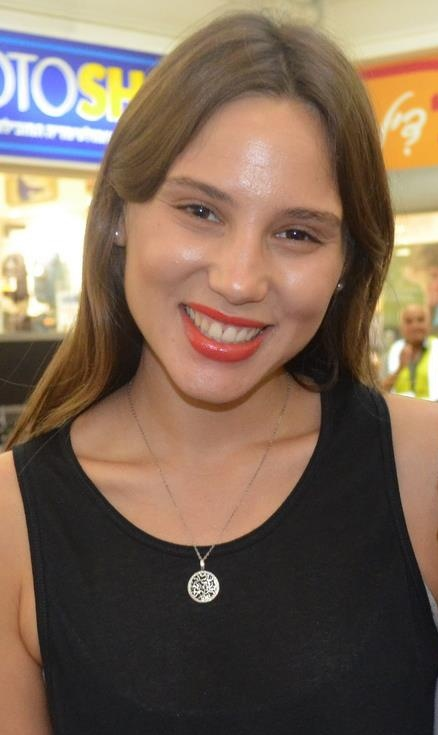
Amit Farkash spielte Ella Rosen
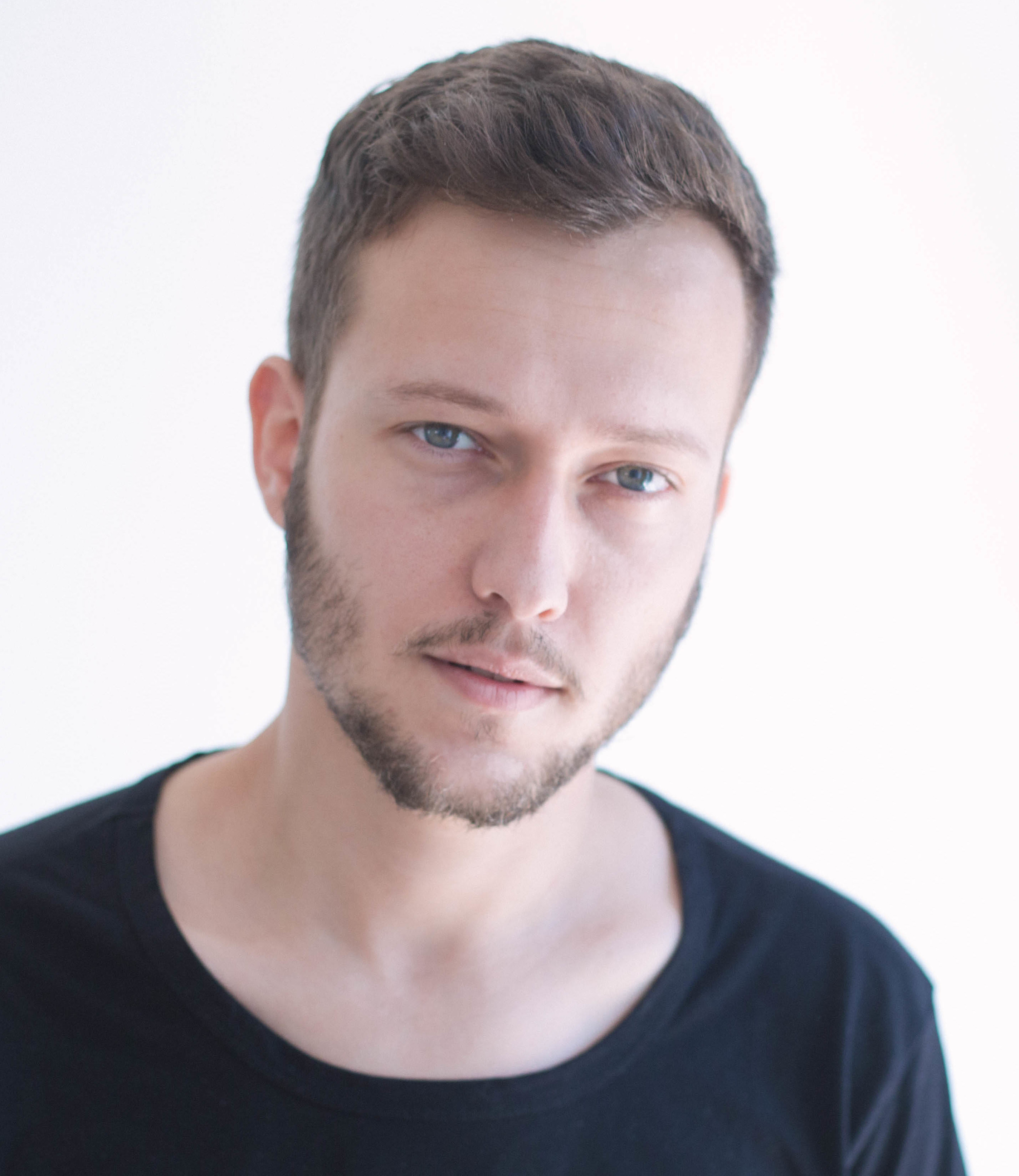
Yon Tumarkin spielte Leo Zachs
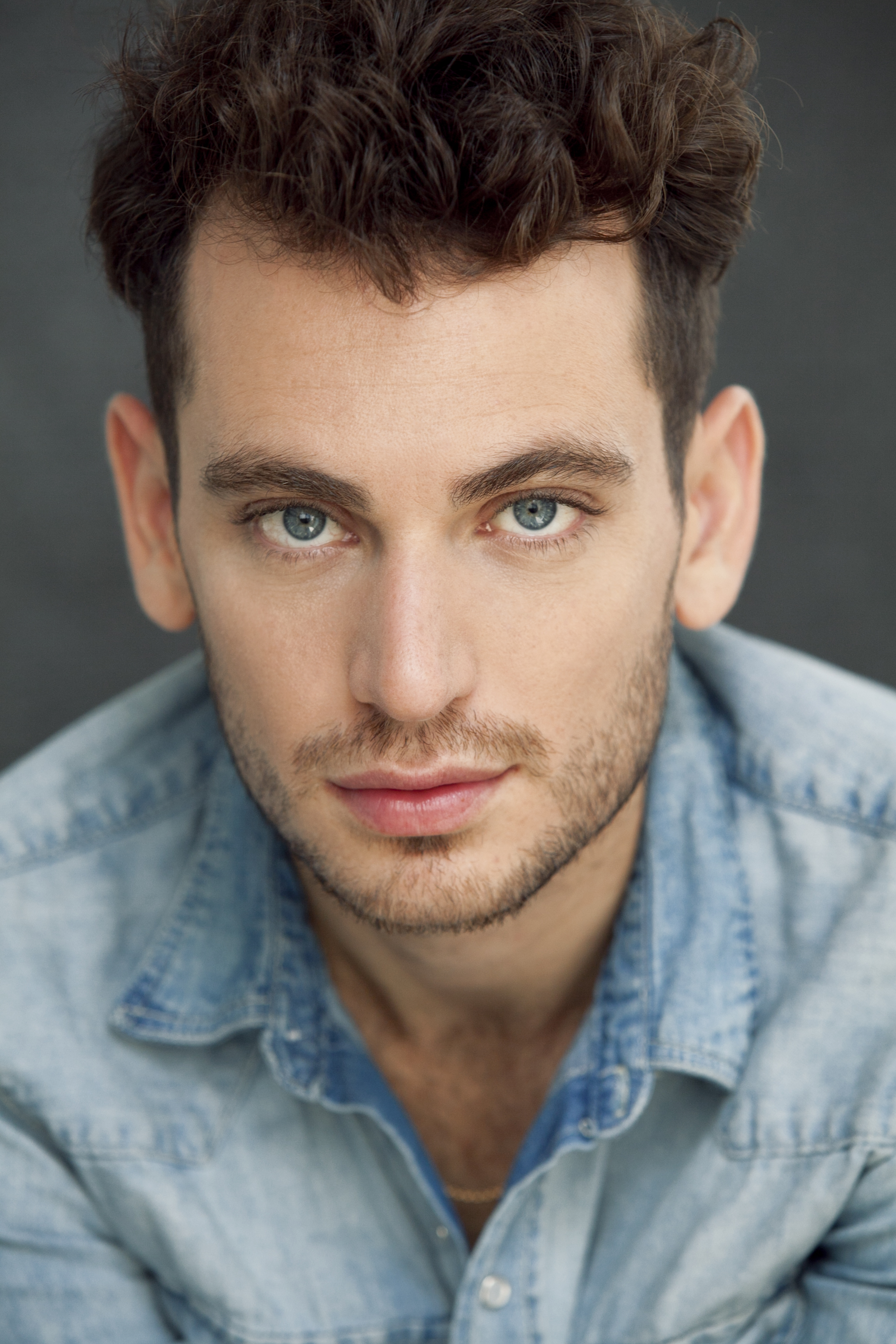
Yedidya Vital spielte Omer Teneh
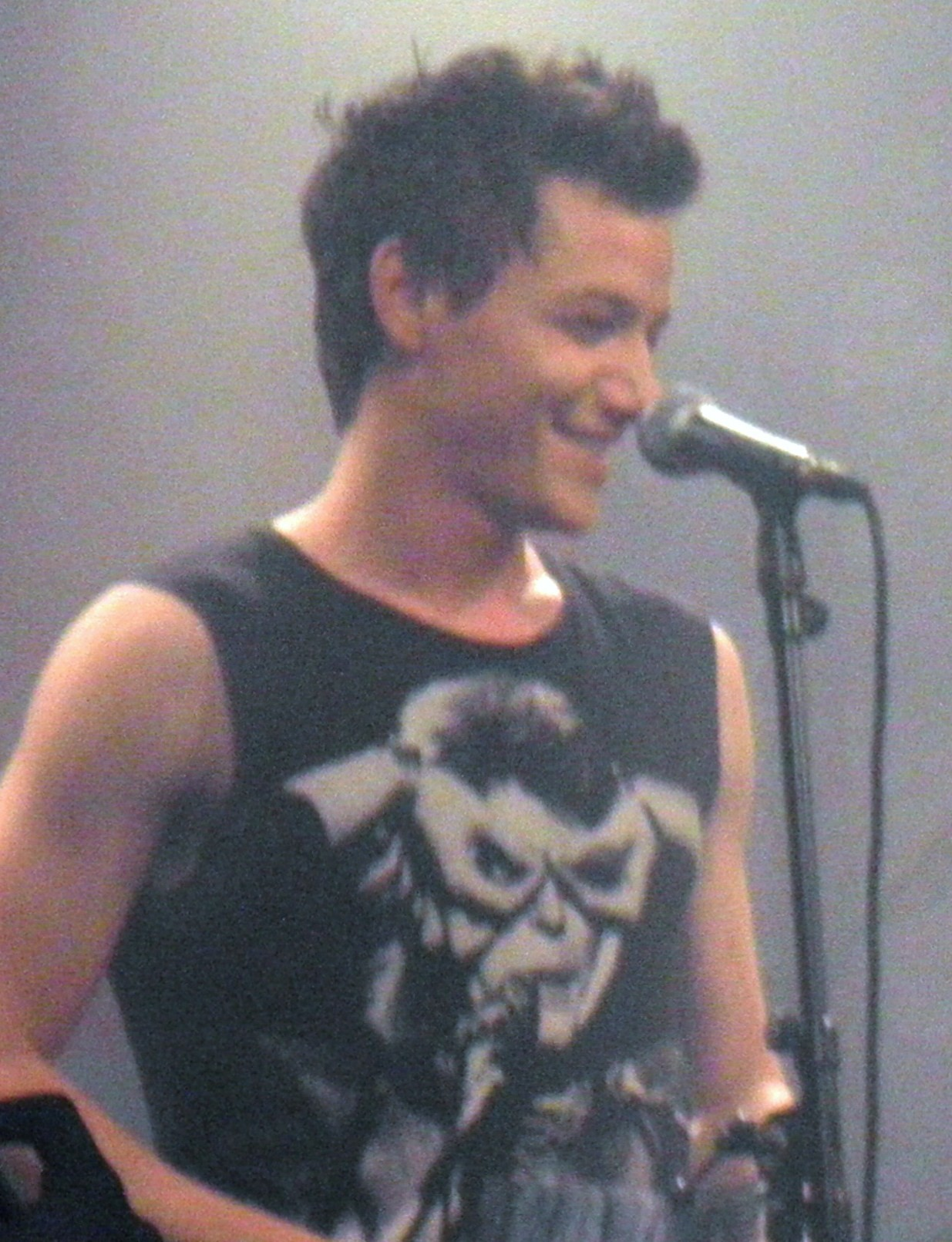
Avi Kornick spielte Guy Rosen
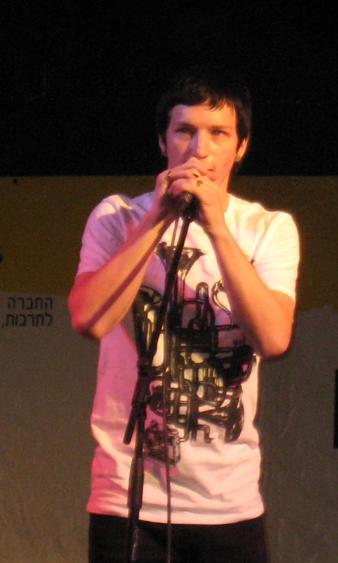
Lee Biran spielte Adam

| Rolle                  | Schauspieler    | Hauptrolle (Staffel) |
| ---------------------- | --------------- | -------------------- |
| Ella Rosen             | Amit Farkash    | 1–3                  |
| Leopold „Leo“ Zachs    | Yon Tumarkin    | 1–3                  |
| Omer Teneh             | Yedidya Vital   | 1–3                  |
| Guy Rosen              | Avi Kornick     | 1-3                  |
| Zohar Grin             | Maya Shoef      | 1–3                  |
| Mosche „Sushi“ Ariʾeli | Idan Aschkenasi | 1,3                  |
| Nurit Nicky Shilon     | Anna Zaikin     | 1-2                  |
| Adam                   | Lee Biran       | 2                    |

### Nebenbesetzung
| Rolle                   | Schauspieler           | Nebenrolle (Staffel) |
| ----------------------- | ---------------------- | -------------------- |
| Lilith                  | Yana Gur               | 2                    |
| Ardak                   | Yussuf Abu-Warda       | 1-2                  |
| Phaton                  | Shmil Ben Ari          | 1                    |
| Amnon Grin              | Alex Ansky             | 1-2                  |
| Rafaʾel                 | Meʾir Swisa            | 1-2                  |
| Dimitrius „Dima“ Golton | Israel (Sasha) Demidov | 1-2                  |
| Tamar Biran             | Eliana Bekier          | 1-2                  |
| Sara Rosen              | Rona Lipaz-Michael     | 1-2                  |
| Michael Rosen           | Yoʾav Hait             | 1-2                  |
| Schachar Fuchs          | Danny Leshman          | 1-3                  |
| Lana                    | Tal Talmon             | 1-2                  |
| Anchovy                 | Gal Lev                | 2                    |
| Jamon                   | Sharon Alexander       | 1-2                  |
| Ethos                   | Tomer Sharon           | 1-2                  |
| Yulis                   | Tal Yarimi             | 1-2                  |
| Carmel                  | Agam Rudberg           | 2-3                  |
| Noy                     | Yaʿel Grobglas         | 3                    |
| Barry                   | Ori Yaniv              | 3                    |
| Ruby                    | Maʾor Schwitzer        | 3                    |
| Schaʾul                 | Shai Avivi             | 3                    |
| Moschik                 | Kobi Faraj             | 3                    |
| Alma                    | Meyrav Feldman         | 3                    |

## Ausstrahlung
Die erste Folge der Fernsehserie wurde am 28. Mai 2009 auf dem israelischen Fernsehsender HOT VD Young gesendet. Split wurde zur erfolgreichsten Sendung des Fernsehsenders. Bis zum Januar 2010 schauten sieben Millionen Zuschauer die Serie. Der Fernsehsender Boomerang kaufte die Serie und strahlte sie in Südamerika aus. Die Ausstrahlung in Venezuela, Mexiko und Chile erfolgte ab dem 3. Juni 2010. Außerdem wurde die Serie im brasilianischen, spanischen, italienischen, philippinischen und portugiesischen Fernsehen gezeigt. Auch in den Vereinigten Staaten wurde Split immer populärer, so wurde die Serie schließlich auch auf Englisch synchronisiert. Insgesamt wurde Split an mehr als 60 verschiedene Länder verkauft.

## Ukrainisches Remake
2011 wurde in der Ukraine ein Remake der israelischen Serie gedreht. Split (Ukrainisch: Спліт, Russisch: Сплит) ist damit die erste inländische Vampirserienproduktion der Ukraine. Die Dreharbeiten fanden in St. Petersburg statt. Vlad Lanna führte die Regie. Kristina Brodskaya, Artem Krylov, Maksim Salnikov, Igor Mikrurbanov und Mariya Akhmetzyanova übernahmen die Hauptrollen. Am 17. Oktober 2011 begann die Ausstrahlung der ersten Staffel. Die Serie umfasst 40 Folgen, die jeweils ungefähr 25 Minuten lang sind.
In der ukrainischen Serie geht es um den über Jahrhunderte andauernden Krieg zwischen Vampiren und Menschen. Im Mittelpunkt dieses Krieges steht der Vampirprophet. Dieser soll zwischen Menschen und Vampiren vermitteln und einen Blutersatz für die Vampire finden. Der aktuelle Prophet Ardak sucht einen Nachfolger. Diesen findet er in der 16-jährige Halbvampirin Leah. Leah ist ein schüchternes Mädchen, das Kunst studiert, aber nichts von der übernatürlichen Welt weiß. Daher schickt Ardak den 428 Jahre alten Vampir Kai als Studenten in die Kunsthochschule. Kai soll Leah beschützen und sie auf ihr Schicksal als Vampirprophetin vorbereiten. Leah und Kai verlieben sich unsterblich ineinander. Jedoch ist ihre Liebe durch die Gesetze der Menschen und Vampire verboten. Lassen sie sich trotzdem aufeinander ein, verlieren sie ihre übernatürlichen Kräfte. So haben sie eine schwere Wahl zu treffen. Sie müssen sich entscheiden, ob sie eher auf die Stimme ihres Herzens oder die Stimme ihrer Vernunft hören wollen.

### Darsteller und Charaktere im Vergleich
| Rollenname (Israel)    | Schauspieler (Israel) | Rollenname (Ukraine) | Schauspieler (Ukraine) |
| ---------------------- | --------------------- | -------------------- | ---------------------- |
| Ella Rosen             | Amit Farkash          | Leʾah Rosanow        | Kristina Brodskaya     |
| Leopold „Leo“ Zachs    | Yon Tumarkin          | Lee Kai              | Artem Krylov           |
| Nurit „Nicky“ Shilon   | Anna Zaikin           | Leah Willow          | Maria Antonova         |
| Omer Teneh             | Yedidya Vital         | Anton Kutusow        | Maksim Salnikov        |
| Guy Rosen              | Avi Kornick           | Luke Rosanow         | Dmitriy Panfilov       |
| Zohar Grin             | Maya Shoef            | Maya Odintsova       | Mariya Akhmetzyanova   |
| Mosche „Sushi“ Ariʾeli | Idan Aschkenasi       | Max                  | Ilyya Shidlovskiy      |
| Ardak                  | Yussuf Abu-Warda      | Ardak                | Vladimir Markov        |
| Phaton                 | Shmil Ben Ari         | Manfred              | Igor Mikrurbanov       |
| Rafael                 | Meʾir Swisa           | Rafaʾel              | Oleg Garkusha          |